# Stazione di Oria
La stazione di Oria è la stazione ferroviaria dell'omonimo comune. Attualmente attiva per il servizio passeggeri, è collocata in viale Regina Margherita, alla periferia nord della città.

## Storia
La stazione venne aperta il 6 gennaio 1886 in occasione dell'apertura del tratto Taranto - Latiano.

## Strutture e impianti
La stazione è gestita da Rete Ferroviaria Italiana e dispone di un fabbricato viaggiatori che si sviluppa su due livelli, interamente chiusi al pubblico. Sono presenti due edifici minori che ospitavano i servizi igienici ed i locali tecnici.
La stazione è servita da due binari di cui uno di precedenza (binario 1) ed uno di corsa (binario 2).
Presso le estremità della banchina è presente una colonna idraulica che veniva utilizzata per il rifornimento delle locomotive a vapore.

## Movimento
Il servizio passeggeri è svolto da Trenitalia nell'ambito del contratto di servizio stipulato con la Regione Puglia.

## Servizi
La stazione dispone di:
- Area per l'attesa
- Accessibilità per portatori di handicap

### Esplicative
1. ↑  Ufficialmente la linea è denominata da RFI "Potenza-Brindisi"; in questa ed altre voci, coerentemente con la prassi di it.wiki, si utilizza la denominazione storica di "Taranto-Brindisi" in uso all'epoca dell'apertura della linea.

### Bibliografiche
1. ↑  Rete Mediterranea, Ordine di Servizio n. 182, 1886